# Coptic Encyclopedia
A Enciclopédia Cóptica (Coptic Encyclopedia) é uma obra de oito volumes que abrange a história, teologia, linguagem, arte, arquitetura, arqueologia e hagiografia do Egito copta. A enciclopédia foi escrita por mais de 250 especialistas ocidentais e egípcios contribuintes no campo da coptologia, história, arte e teologia e foi editada por Aziz Suryal Atiya. Foi financiada pelo Papa Copta Shenouda III, pela Fundação Rockefeller, pelo National Endowment for the Humanities e outros.

## Características
A Enciclopédia Cóptica é a primeira Enciclopédia a se concentrar em uma das Igrejas Orientais e, desde sua publicação em 1991, tem sido usada por muitos estudiosos e estudantes no Ocidente. A Enciclopédia é o fruto da comunidade de emigrantes coptas no Ocidente e a coroa da obra de Aziz Suryal Atiya, que não viveu para ver sua obra impressa.
Atiya desenvolveu a visão de publicar uma enciclopédia durante os anos em que lecionou no Centro do Oriente Médio da Universidade de Utah. Ele formou um comitê editorial e acadêmicos do mundo inteiro foram convidados a contribuir. Foram dadas sugestões de inscrições. A obra teve início em 1980. Os colaboradores incluíram muitos estudiosos não ortodoxos, incluindo muçulmanos como Mustafa el-Fiqi e Ali el-Hillal Dessouki.
A comunidade copta no Ocidente desempenhou um papel no aumento do interesse ocidental pela vida da igreja egípcia. Se o interesse em uma Enciclopédia Copta em inglês não tivesse existido e se o projeto da Enciclopédia Copta não tivesse recebido apoio da comunidade de migrantes coptas na América do Norte, a ideia de produzir uma Enciclopédia Copta em inglês nunca teria se materializado. A produção desta Enciclopédia está, portanto, fortemente ligada ao crescimento da comunidade migrante copta no Ocidente.
O próprio líder da Igreja Ortodoxa Copta, Papa Shenouda III, contribuiu para a entrada sobre emigração. Em nenhum período da história copta tantos coptas migraram para o oeste como durante o papado do Papa Shenouda.
Em 2009, a Escola de Religião da Claremont Graduate University (CGU) adquiriu o direito de desenvolver uma versão atualizada e em constante expansão e evolução da Enciclopédia Cóptica baseada na web.